# Provincia di Cagliari
La provincia di Cagliari (provìncia de Casteddu in sardo campidanese) è stata una provincia italiana della Sardegna, esistita dal 1859 al 2016.
Affacciata a sud e a est sul mar Mediterraneo, confinava a nord con le province di Nuoro, dell'Ogliastra e di Oristano, a ovest le province di Carbonia-Iglesias e del Medio Campidano. A seguito della legge regionale n. 2 del 4 febbraio 2016, la provincia è stata sostituita dalla città metropolitana di Cagliari e dalla neonata provincia del Sud Sardegna, comprendente le province di Cagliari (ad esclusione dei 17 comuni della città metropolitana), del Medio Campidano e di Carbonia-Iglesias. Il 25 ottobre 2016 la giunta regionale delibera il trasferimento dei beni e del personale provinciale ai nuovi enti della Provincia del Sud Sardegna e della Città Metropolitana sopprimendo del tutto la storica Provincia.

## Geografia fisica
Facevano parte del territorio provinciale lo stagno di Cagliari e il lago di Mulargia.

### I laghi
Corongiu, Simbirizzi.

### Gli stagni
All'interno del territorio provinciale si possono trovare alcuni stagni:
- Lo stagno di Santa Gilla
- Lo stagno di Molentargius

### Monti
Sette Fratelli, monte Serpeddì, monte Genis.

### Mare
Mar Tirreno.

## Trasporti e collegamenti

### Collegamenti stradali principali

#### Strade statali
Le strade statali che attraversavano la provincia di Cagliari erano:
- Strada statale 131 Carlo Felice: Cagliari - Porto Torres
- Strada statale 130 Iglesiente: Cagliari - Iglesias
- Strada statale 554 Cagliaritana: circonvallazione area urbana di Cagliari
- Strada statale 125 Orientale Sarda: Cagliari - Palau
- Strada statale 128 Centrale Sarda: Monastir - Oniferi
- Strada statale 195 Sulcitana: Cagliari - San Giovanni Suergiu

### Collegamenti ferroviari

#### Ferrovie principali
- Ferrovia Cagliari-Golfo Aranci Marittima
- Ferrovia Decimomannu-Iglesias
- Ferrovia Cagliari-Isili

#### Tranvie e suburbane
- Rete tranviaria di Cagliari
- Servizio ferroviario metropolitano di Cagliari

### Collegamenti aerei
A Cagliari è presente l'Aeroporto di Cagliari-Elmas, l'aeroporto principale della Sardegna.

### Collegamenti marittimi
La provincia si avvaleva principalmente del porto di Cagliari, collegato regolarmente con i porti di:
- Civitavecchia
- Palermo
- Napoli
- Genova

## Simboli

Lo stemma provinciale

### Stemma
È stato adottato per decreto il 17 marzo 1938. Descrizione originale:
Partito: al 1° d'argento caricato da una croce di rosso accantonata da quattro teste di moro bendate. Sulla croce, al centro, un disco ovale carico di un'aquila al naturale coronata d'oro, con le ali spiegate, portante in petto lo scudetto sabaudo e cioè di rosso alla croce d'argento.; al 2° inquartato, al 1° e 4° di rosso alla croce d'argento, al 2° e 3° d'argento al torrione aperto e finestrato sormontato da tre torrette di cui la mediana più alta, uscente da un mare fluttuoso.

### Sede
La sede principale dell'istituzione si trovava in piazza Palazzo, nel quartiere Castello di Cagliari, all'interno del palazzo viceregio di Cagliari, storico edificio un tempo residenza del viceré durante le dominazioni aragonese, spagnola e sabauda.

## Cultura

### Università
Nella provincia si trovava l'Università degli Studi di Cagliari, con sede principale presso Cagliari, che con 28 000 studenti è una delle università più importanti d'Italia. Istituita ufficialmente da papa Paolo V nel 1607, l'Universitas Studiorum Caralitana cominciò ufficialmente la propria attività nel 1626.

## Società

### Lingue e dialetti
Nella provincia era parlato il sardo nella sua variante campidanese. Un sottovariante del dialetto all'interno della provincia è il cagliaritano (casteddaju) o campidanese comune o cittadino (parlato a Cagliari, sulla fascia costiera del golfo da Quartu Sant'Elena, Sinnai e Villasimius, e nel Campidano dai ceti più elevati).

## Amministrazione

### Modifiche amministrative
In seguito alla legge regionale n. 9 del 2001 e successive integrazioni, è stata effettuata una nuova ripartizione del territorio della Sardegna, che ha portato il numero delle province da quattro a otto. Le modifiche hanno assunto piena operatività a partire dal maggio 2005, quando si sono svolte le elezioni per rinnovare tutti i Consigli provinciali.
La Provincia di Cagliari ha subìto le seguenti modificazioni:
- ha acquisito 13 comuni dalla Provincia di Nuoro: Escalaplano, Escolca, Esterzili, Gergei, Isili, Nuragus, Nurallao, Nurri, Orroli, Sadali, Serri, Seulo, Villanova Tulo.
- ha perso 23 comuni, che hanno costituito la nuova Provincia di Carbonia-Iglesias: Buggerru, Calasetta, Carbonia, Carloforte, Domusnovas, Fluminimaggiore, Giba, Gonnesa, Iglesias, Masainas, Musei, Narcao, Nuxis, Perdaxius, Piscinas, Portoscuso, San Giovanni Suergiu, Sant'Anna Arresi, Sant'Antioco, Santadi, Tratalias, Villamassargia, Villaperuccio.
- ha perso 28 comuni, che hanno costituito la nuova Provincia del Medio Campidano.

Ha perso, complessivamente, una popolazione di 217 000 abitanti e una superficie di 2 324 km².

## Comuni
Al momento della soppressione, la provincia di Cagliari comprendeva 71 comuni, dei quali due, Cagliari e Quartu Sant'Elena, con il titolo di Città.
| Stemma | Comune                | Altitudine (m s.l.m.) | Superficie (km²) | Popolazione (ab) | Densità (ab/km²) |
| ------ | --------------------- | --------------------- | ---------------- | ---------------- | ---------------- |
|        | Armungia              | 366                   | 54.75            | 498              | 9.1              |
|        | Assemini              | 6                     | 118.17           | 27.028           | 228.72           |
|        | Ballao                | 98                    | 46.63            | 840              | 18.01            |
|        | Barrali               | 140                   | 11.23            | 1.122            | 99.91            |
|        | Burcei                | 648                   | 94.85            | 2.827            | 29.80            |
|        | Cagliari              | 0 - 166               | 85.01            | 154.478          | 1 817.17         |
|        | Capoterra             | 54                    | 68.49            | 23.762           | 346.94           |
|        | Castiadas             | 60                    | 103.89           | 1.561            | 15.03            |
|        | Decimomannu           | 10                    | 27.72            | 8.115            | 292.75           |
|        | Decimoputzu           | 17                    | 44.77            | 4.402            | 98.32            |
|        | Dolianova             | 212                   | 84.31            | 9.737            | 115.49           |
|        | Domus de Maria        | 66                    | 97.14            | 1.714            | 17.64            |
|        | Donori                | 141                   | 35.31            | 2.121            | 60.07            |
|        | Elmas                 | 7                     | 13.63            | 9.286            | 681.29           |
|        | Escalaplano           | 338                   | 94.04            | 2 295            | 24.40            |
|        | Escolca               | 416                   | 14.76            | 613              | 41.53            |
|        | Esterzili             | 731                   | 100.74           | 743              | 7.38             |
|        | Gergei                | 374                   | 36.18            | 1.315            | 36.35            |
|        | Gesico                | 300                   | 25.62            | 894              | 34.89            |
|        | Goni                  | 383                   | 18.60            | 497              | 26.72            |
|        | Guamaggiore           | 199                   | 16.80            | 1.011            | 60.18            |
|        | Guasila               | 210                   | 43.51            | 2 732            | 62.79            |
|        | Isili                 | 523                   | 67.84            | 2 812            | 41.45            |
|        | Mandas                | 457                   | 45.02            | 2 238            | 49.71            |
|        | Maracalagonis         | 82                    | 101.37           | 7 744            | 76.39            |
|        | Monastir              | 81                    | 31.79            | 4 571            | 143.79           |
|        | Monserrato            | 2                     | 6.43             | 20 240           | 3 147.74         |
|        | Muravera              | 9                     | 93.51            | 5 277            | 56.43            |
|        | Nuragus               | 359                   | 19,90            | 968              | 48.64            |
|        | Nurallao              | 398                   | 34.76            | 1 308            | 37.63            |
|        | Nuraminis             | 91                    | 45.18            | 2 582            | 57.15            |
|        | Nurri                 | 612                   | 73.67            | 2 205            | 29.93            |
|        | Orroli                | 550                   | 75.59            | 2 320            | 30.69            |
|        | Ortacesus             | 161                   | 23.63            | 933              | 39.48            |
|        | Pimentel              | 154                   | 14.97            | 1 201            | 80.23            |
|        | Quartucciu            | 14                    | 27.93            | 13 148           | 470.75           |
|        | Quartu Sant'Elena     | 6                     | 96.41            | 71 282           | 739.36           |
|        | Pula                  | 10                    | 138.92           | 7 399            | 53.26            |
|        | Sadali                | 765                   | 49.61            | 943              | 19.01            |
|        | Samatzai              | 174                   | 31.16            | 1 715            | 55.04            |
|        | San Basilio           | 415                   | 44.63            | 1 263            | 28.30            |
|        | San Nicolò Gerrei     | 365                   | 63.52            | 881              | 13.87            |
|        | San Sperate           | 41                    | 26.24            | 8 278            | 315,47           |
|        | Sant'Andrea Frius     | 280                   | 36.16            | 1 839            | 50.86            |
|        | San Vito              | 10                    | 231.64           | 3 836            | 16.56            |
|        | Sarroch               | 47                    | 67.83            | 5 273            | 77.74            |
|        | Selargius             | 10                    | 26.67            | 28 965           | 1 086.05         |
|        | Selegas               | 234                   | 20.39            | 1 438            | 70.52            |
|        | Senorbì               | 199                   | 34.29            | 4 745            | 138.38           |
|        | Serdiana              | 171                   | 55.71            | 2 647            | 47.51            |
|        | Serri                 | 640                   | 19.18            | 686              | 35.77            |
|        | Sestu                 | 44                    | 48.29            | 20 546           | 425.39           |
|        | Settimo San Pietro    | 70                    | 23.29            | 6 679            | 286.78           |
|        | Seulo                 | 797                   | 58.79            | 864              | 14.70            |
|        | Siliqua               | 66                    | 189.85           | 3 963            | 20.93            |
|        | Silius                | 585                   | 38.36            | 1 222            | 31.86            |
|        | Sinnai                | 133                   | 223.91           | 17 119           | 76.45            |
|        | Siurgus Donigala      | 452                   | 76.39            | 2 110            | 27,62            |
|        | Soleminis             | 200                   | 12.79            | 1 872            | 146.36           |
|        | Suelli                | 256                   | 19.20            | 1 132            | 58.96            |
|        | Teulada               | 256                   | 246.19           | 3 793            | 15.41            |
|        | Ussana                | 97                    | 32.82            | 4 222            | 128.64           |
|        | Uta                   | 6                     | 134.71           | 8 392            | 62.30            |
|        | Vallermosa            | 70                    | 61.75            | 1 922            | 31.13            |
|        | Villanova Tulo        | 600                   | 40.45            | 1 136            | 28.08            |
|        | Villaputzu            | 11                    | 181.31           | 4 807            | 26.51            |
|        | Villasalto            | 502                   | 130.36           | 1 144            | 8.78             |
|        | Villa San Pietro      | 37                    | 39.89            | 2 086            | 52.29            |
|        | Villasimius           | 49                    | 57.97            | 3 658            | 63.10            |
|        | Villasor              | 26                    | 86.79            | 6 976            | 80.38            |
|        | Villaspeciosa         | 7                     | 27.19            | 2 434            | 89.52            |
|        | Provincia di Cagliari | 0 - 1 212             | 4 570,41         | 560 978          | 122.74           |

### Comuni più popolosi
Di seguito è riportata la lista dei venti principali comuni della Provincia di Cagliari ordinati per numero di abitanti (dati: Istat 30/04/2014):
| Pos. | Stemma | Comune di         | Popolazione (ab) | Superficie (km²) | Densità (ab/km²) | Altitudine (m s.l.m.) |
| ---- | ------ | ----------------- | ---------------- | ---------------- | ---------------- | --------------------- |
| 1°   |        | Cagliari          | 154.290          | 85,01            | 1814,96          | 23                    |
| 2°   |        | Quartu Sant'Elena | 70.679           | 96,41            | 733,11           | 6                     |
| 3°   |        | Selargius         | 28.925           | 26,67            | 1084,55          | 10                    |
| 4°   |        | Assemini          | 26.922           | 118,17           | 227,82           | 6                     |
| 5°   |        | Capoterra         | 23.843           | 68,49            | 348,12           | 54                    |
| 6°   |        | Sestu             | 20.430           | 48,29            | 423,07           | 44                    |
| 7°   |        | Monserrato        | 20.414           | 6,43             | 3174,81          | 2                     |
| 8°   |        | Sinnai            | 17.123           | 223,91           | 76,47            | 133                   |
| 9°   |        | Quartucciu        | 13.118           | 27,93            | 469,67           | 14                    |
| 10°  |        | Dolianova         | 9.687            | 84,31            | 114,9            | 212                   |